# Ink (bài hát)
"Ink" là bài hát được thu âm bởi nhóm nhạc alternative rock người Anh Coldplay trong album phòng thu thứ sáu của họ, Ghost Stories (2014). Bài hát được phát hành thành đĩa đơn thứ 5 (trong tổng số 5 đĩa đơn được phát hành từ album) vào ngày 13 tháng 10 năm 2014. Trước khi được phát hành thành đĩa đơn, "Ink" đã ra mắt trên bảng xếp hạng UK Singles Chart tại vị trí #156.

## Danh sách bài hát
| Đĩa đơn CD       | Đĩa đơn CD       | Đĩa đơn CD |
| STT              | Nhan đề          | Thời lượng |
| ---------------- | ---------------- | ---------- |
| 1.               | "Ink"            | 3:48       |
| 2.               | "Ink" (hòa âm)   | 3:48       |
| Tổng thời lượng: | Tổng thời lượng: | 7:36       |

| Tải kĩ thuật số | Tải kĩ thuật số                                           | Tải kĩ thuật số |
| STT             | Nhan đề                                                   | Thời lượng      |
| --------------- | --------------------------------------------------------- | --------------- |
| 1.              | "Ink" (Biểu diễn trực tiếp tại Le Casino de Paris, Paris) | 4:09            |

## Những người thực hiện
Thông tin được lấy từ ghi chú trên bìa Ghost Stories.
Coldplay
- Guy Berryman – bass guitar, bàn phím
- Jonny Buckland – ghi-ta chính, slide guitar
- Will Champion – trống, hát đệm
- Chris Martin – hát chính, acoustic guitar

Bộ phận kỹ thuật
- Paul Epworth – sản xuất
- Rik Simpson – sản xuất
- Daniel Green – sản xuất

## Xếp hạng

### Xếp hạng tuần
| Bảng xếp hạng (2014)                     | Vị trí cao nhất |
| ---------------------------------------- | --------------- |
| Bỉ (Ultratip Flanders)                   | 16              |
| Bỉ (Ultratip Wallonia)                   | 28              |
| Hà Lan (Tipparade)                       | 31              |
| Hà Lan (Single Top 100)                  | 68              |
| Vương quốc Anh (Official Charts Company) | 156             |

## Chứng nhận
| Quốc gia                                                    | Chứng nhận | Số đơn vị/doanh số chứng nhận |
| ----------------------------------------------------------- | ---------- | ----------------------------- |
| Ý (FIMI)                                                    | Bạch kim   | 50.000‡                       |
| ‡ Chứng nhận dựa theo doanh số tiêu thụ và phát trực tuyến. |            |                               |

## Lịch sử phát hành
| Quốc gia       | Ngày phát hành    | Định dạng                     | Nhãn hiệu           |
| -------------- | ----------------- | ----------------------------- | ------------------- |
| Italy          | 13 tháng 10, 2014 | Contemporary hit radio        | Parlophone          |
| Vương quốc Anh | 21 tháng 10, 2014 | Tải kĩ thuật số               | Parlophone          |
| Mĩ             | 17 tháng 11, 2014 | Adult album alternative radio | Parlophone Atlantic |
| Mĩ             | 18 tháng 11, 2014 | Modern rock radio             | Parlophone Atlantic |